# Hendrickje Spoor
Hendrickje Elisabeth Hedwig Spoor (Bad Godesberg, 9 augustus 1963) is een Nederlands schrijfster.
Naast boeken schrijft zij artikelen voor het tijdschrift En France. De film Diep uit 2005 is gebaseerd op haar boek Het leven bestaat niet.

## Privé
Hendrickje Spoor, lid van de familie Spoor, is een dochter van journalist André Spoor. Ze was getrouwd met filosoof Herman Philipse, vervolgens met Alain d'Alès, en sinds augustus 2021 met de schilder François Ben Simon. 
Hendrickje Spoor studeerde Comparative Literature (B.A.) op de American University in Parijs en Frans en Engels aan de Universiteit van Leiden (Masters) en woont tegenwoordig in de Nièvre (Frankrijk).